# Етрепињи
Етрепињи (фр. Etrépigny) је насељено место у Француској у региону Шампањ-Арден, у департману Ардени.
По подацима из 2011. године у општини је живело 261 становника, а густина насељености је износила 61,7 становника/km².

## Демографија
| 1962. | 1968. | 1975. | 1982. | 1990. | 2011. |
| ----- | ----- | ----- | ----- | ----- | ----- |
| 183   | 161   | 154   | 231   | 217   | 261   |